# Syllis cornuta
Syllis cornuta är en ringmaskart som beskrevs av Martin Heinrich Rathke 1843. 
Syllis cornuta ingår i släktet Syllis och familjen Syllidae. Arten är reproducerande i Sverige. Utöver nominatformen finns också underarten Syllis cornuta  collingsii.